# Lusitania (société savante)
Pour les articles homonymes, voir Lusitania.
Lusitania est une école mathématique créée à Moscou autour de Nikolaï Louzine et Dmitri Egorov. Elle se forme entre la fin des années 1910 et le début des années 1920, et se désintègre au début des années 1930 en raison de divergences tant mathématiques que politiques.

## Histoire

### Naissance du collectif
Au début du XXe siècle, les mathématiques russe sont concentrée autour de Pafnouti Tchebychev, à Saint-Pétersbourg. Durant ses séjours à Paris, Nikolaï Louzine assiste au cours d'Émile Borel et au séminaire de Jacques Hadamard, qui l'influencent mathématiquement. Il tisse des liens étroits avec les mathématiciens français. À son retour à l'Université de Moscou en 1915, le séminaire à destination des étudiants du premier cycle universitaire qu'il organise avec Dmitri Egorov prend de l’ampleur: c'est le début de Lusitania. 

### Les débuts
Le séminaire attire de nombreux étudiants qui se distinguent par leur jeunesse (entre 15 et 18 ans pour certains) et leur potentiel mathématique. Il est à noter que plusieurs femmes font partie du groupe, chose rare pour l'époque. 
Les étudiants qui constituent le noyau de Lusitania sont Pavel Alexandrov, Mikhaïl Suslin, Dmitrii Menshov (en), Alexandre Khintchine, un peu plus tard Viktor Veniaminov, Pavel Urysohn, Andreï Kolmogorov, Viktor Nemytskyii, Nina Bari, Semen Kovner (ru), Valery Glivenko, Lazar Lusternik, Lev Schnirelmann les ont rejoint. Plus tard encore, au milieu des années 1920, Piotr Novikov, Lioudmila Keldysh, Selivanovsky sont arrivés. Par Ivan Privalov (en) et Viatcheslav Stepanov, les étudiants de Dmitri Egorov, ainsi que par le mathématicien polonais Waclaw Sierpinski, qui s'est retrouvé à Moscou en 1915. La généalogie complète de Lusitania est représentée sous la forme d'un arbre généalogique, surnommé «l’arbre de Louzine»[image souhaitée], qui se trouve encore aujourd'hui à Université de Moscou.
L'un des principaux lieux de rencontre des «Lusitaniens» est l'appartement de Louzine (n° 8) dans la maison n° 25 de la rue Arbat (la maison a été conservée et une plaque commémorative y est installée)[réf. souhaitée].

### Ambiance du collectif

#### Un climat d'effervescence
La Première Guerre mondiale ainsi que l'instabilité politique en Russie interrompent le cours normal de la vie scientifique. Les universités de Saint-Petersbourg et Moscou manquent parfois de combustible et de nourriture. Le séminaire de Lusitania reprend en 1920. Malgré cela, l'atmosphère de Lusitania est caractérisée par l'humour, la théâtralité et un esprit de mystère. Dans ses mémoires, Lazar Lusternik appelle cela des «plaisanteries intellectuelles»,.

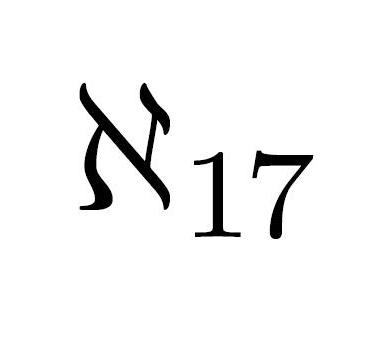
Aleph 17

L'ambiance presque mystique du collectif peut s'expliquer par le fait que les fondateurs du groupe, Dmitri Egorov et Nikolaï Louzine, font partie de du courant religieux de l'imiaslavie. Dans le groupe, ils sont respectivement surnommés "Dieu le Père" et "Dieu le Fils". D'autres participants importants portent également des surnoms, notamment Aleksandrov, Urysohn et Stepanov, respectivement surnommés les "Créateur", "Gardien" et "Héraut" des mystères de Lusitania. 
Une hiérarchie de membres est introduite en utilisant des «alephs» (une lettre traditionnellement utilisée pour désigner la cardinalité dans la théorie des ensembles). Chaque nouveau membre reçoit le titre de «aleph-zéro». Pour chaque réalisation, une unité est ajoutée à l’indice. Aleksandrov et Urysohn ont reçu les titres élevés de «aleph-5», et Louzine le titre «aleph-17» qui devient le symbole de l'école.
Pavel Aleksandrov décrit la vie du groupe ainsi,:
« Lusitania était considérée comme un « ordre » dont le « commandant » était Louzine et le « grand maître » Egorov. Lusitania était en effet un groupe unique et inimitable de jeunes gens qui vivaient non seulement une vie mathématique intense et bien remplie, mais aussi une existance tout à fait joyeuse et amusante. »
Un poème humoristique, écrit par l'un des étudiants de l'époque[Lequel ?], traduit l'atmosphère qui règne à Lusitania:
« Презрев классический анализ,

Здесь современным увлекались.

Пусть твой багаж не очень грузен —

Вперед! В себе уверен будь!

Великий бог — профессор Лузин —

Укажет нам в науке путь!

А божество уж окружало

Созвездие полубогов:

Иван Иванович Привалов,

Димитр' Евгеньевич Меньшов,

И Александров остро взвинчен,

И милый Павел Урысон,

И философствующий Хинчин,

И несколько других персон. »
« Ayant méprisé l’analyse classique,

Ici, nous sommes attirés par la modernité.

Même si vous manquez d'expérience —

Allez-y ! Soyez confiants !

Le grand Dieu — Professeur Louzine —

nous montrera la voie de la science !

Et la divinité entourait

D'une constellation de demi-dieux :

Ivan Ivanovitch Privalov,

Dimitr' Evgenievich Menshov.

Et Alexandrov très agité,

et le charmant Pavel Urysohn,

et le philosophe Khintchine,

et plusieurs autres personnes. »
L'hymne humoristique de Lusitania, composé par ses participants[Lesquels ?], contient les paroles suivantes:
« Наш бог — Лебег,

Кумир — интеграл.

Рамки жизни сузим,

Так приказал нам

Наш командор Лузин. »
« Notre Dieu — Lebesgue,

Notre idole — l'intégrale.

Réduisons les limites de la vie,

Voilà ce qu'il nous a dit

Notre commandant Louzine. »

#### Relations entre les membres
Plusieurs relations intimes se sont formés au travers de Lusitania. 
En mars 1921, Pavel Aleksandrov et Pavel Urysohn entament une relation homosexuelle, sans se cacher vis-à-vis du groupe. Ils resteront ensemble jusqu'à la mort par noyade d'Urysohn, survenue le  17 août 1924 durant leurs vacances à Batz-sur-Mer. De 1929 et jusqu'à sa mort, Aleksandrov entretient une autre relation avec Andreï Kolmogorov. Des historiens soupçonnent que Nikolaï Louzine et Nina Bari aient eu une liaison. Cependant, elle se marie plus tard[Quand ?] avec Viktor Nemytskii. Lioudmila Keldych et Piotr Novikov se marient en 1935.

### Fin du groupe
Durant la montée du stalinisme en URSS, les relations entre les maîtres et anciens disciples de Lusitania se dégradent. La fin du collectif est actée à la fin des années 1920. 
Le 12 décembre 1929, des étudiants de l'université de Moscou accusent Egorov de « prosélytisme et zèle religieux » ainsi que d'« ossification, inertie, manque de zèle politique pour la réforme de la pédagogie de la recherche et de la méthodologie ». Durant le printemps 1930, il est remplacé au poste de professeur à l'université de Moscou par Otto Schmidt. En septembre 1930 il est arrêté pour être en lien avec l'Église des catacombes, puis déporté à Kazan où il décède en 1931. 
Les relations entre Louzine et le reste du groupe, y compris Egorov, se dégradent fortement. Durant les années 1920, il passe beaucoup de temps à faire des mathématiques à l'étranger, ce qui affaiblie les liens avec les autres membres de Lusitania. Ces derniers prennent des directions mathématiques qui leurs sont propres, ce qui blesse Louzine, décrit comme psychologiquement instable. L'affaire Louzine voit un affrontement direct entre lui, et Aleksandrov et Kolmogorov. L'animosité entre eux peut s'expliquer par une remarque homophobe que Louzine leur fait à l'Académie des sciences de Russie en 1946. Il leur dit que leurs travaux récent « ne sont pas de la topologie, mais de la "topolozhstvo" » (« Eto ne topologiia, eto topolozhstvo »), un mot inventé qui peut se traduire par « topologie pédérastique ». 

## Activité scientifique
Au départ, les intérêts des participants se concentrent principalement autour de certaines questions d'analyse (séries trigonométriques, théorie de l'intégration), de théorie descriptive des ensembles et de théorie des fonctions.
Pavel Aleksandrov, en résolvant le problème de la cardinalité des ensembles de Borel, montre que tous les ensembles de Borel sont obtenus à partir d'ensembles fermés en utilisant une nouvelle opération construite par lui. Mikhaïl Suslin prouve ensuite que la classe des ensembles obtenus en utilisant cette opération est significativement plus large que celle de Borel, et les appelle A-ensembles (en l'honneur d'Aleksandrov).
L'un des premiers résultats marquants dans la théorie des séries trigonométriques appartient à Andreï Kolmogorov: il construit un exemple de fonction sommable dont la série de Fourier diverge presque partout.
Plus tard, d'anciens membres de Lusitania ont contribué au développement d'autres domaines, tels que la théorie des probabilités (Andreï Kolmogorov, Alexandre Khintchine), la géométrie et la topologie (Pavel Alexandrov, Pavel Urysohn), l'algèbre et la logique (Andreï Kolmogorov, Sergueï Novikov), la théorie des nombres (Alexandre Khintchine, Lev Schnirelmann), le calcul variationnel et l'analyse fonctionnelle (Lazar Lyusternik), etc.,

## Étymologie
L'origine du nom du groupe est incertaine. Il pourrait venir du nom du navire RMS Lusitania, connu pour son naufrage en 1915. Cependant, le séminaire de mathématiques serait déjà surnommé "Lusitania" avant 1915. Une autre explication serait la ressemblance avec le nom de Nikolaï Lusin, figure centrale du séminaire. Cependant, celle-ci est aussi débattue car Dmitri Egorov, le professeur de Lusin, occupe également la place très respectée d'organisateur du séminaire.
D’après les mémoires de Lazar Lusternik, le nom «Lusitania» serait apparu à l’automne 1920.